# 동백항 (완도군)
동백항은 전라남도 완도군 금일읍 동백리, 금일도 섬에 있는 어항이다. 1975년 8월 5일 지방어항으로 지정하여 관리하고 있다. 시설관리자는 완도군수이다.

## 어항 시설
- 방파제 2개소 178m, 선착장 1개소 62m

## 어항 구역
본 항의 어항구역은 다음과 같다.
- 서측 방파제 시점에서 남서측 80m지점을 기점으로  (X=92.266 Y=203.993)하여 정북 300m지점에서 정동측으로 400m간 지점을 통과, 그곳에서 정남 260m간 지점을 종점으로 하는 선내의 수역

## 개발 계획
2005년 4월 20일 변경고시된 개발계획(개략사업비 37억원)은 다음과 같다.
- 방파제 220m, 방파제 보강 75m, 선착장 보강 146m, 물양장 177m, 수용어선 113척

## 주요 어종
- 도미, 농어